# Eilema ekeikei
Eilema ekeikei là một loài bướm đêm thuộc phân họ Arctiinae, họ Erebidae.